# Мой район (программа благоустройства)

Программа «Мой район»

«Мой район» — московская правительственная программа, направленная на создание комфортной городской среды и улучшения качества жизни в районах и поселениях Москвы. Цель программы — системное развитие инфраструктуры районов как отдельных городов внутри Москвы. Программа стала российской интерпретацией урбанистической концепции «15-минутного города».

## История и концепция
Идея сегментированного города, поделенного на районы, в каждом из которых можно найти все, что нужно для жизни, была предложена урбанистом, профессором Сорбонны Карлосом Морено. Он назвал её концепцией «15-минутного города». По мнению Морено, признак хорошего города, ориентированного на людей, — это его компактность. А вся необходимая жителю инфраструктура должна быть в 15-минутной пешеходной доступности. Идея 15-минутного города активнее всего реализуется в Париже (Франция). Сам Морено является посланником мэра Парижа Анн Идальго по вопросам «умных городов». В России аналогом концепции 15-минутного города стала программа «Мой район». Акцент в ней был сделан на комплексное благоустройство нецентральных районов города. А отправной точкой стали обращения жителей (наказы) к мэру Сергею Собянину во время избирательной кампании 2018 года. 6 ноября 2018 года мэр подписал распоряжение о создании автономной некоммерческой организации «Мой район» для «обеспечения сбалансированного комплексного развития районов города Москвы». Соответствующий документ был опубликован на сайте правительства Москвы. Учредителем организации выступил Департамент территориальных органов исполнительной власти города Москвы. Таким образом программа «Мой район» стала продолжением реализуемых в столице программ «Мой город» и «Моя улица».
Официально программа благоустройства московских районов «Мой район» была представлена 5 июля 2019 года мэром в рамках Московского урбанистического форума (Moscow Urban Forum) в 2019 году. Среди спикеров MUF-2019 был Карлос Морено, создатель концепции 15-минутного города.
Одна из целей программы «Мой район» — устранить неравенство в благоустройстве окраинных районов. Концепция программы предусматривает создание городской среды нового формата, для чего ремонтируются, реставрируются существующие социальные объекты и создаются новые. Программа также включает благоустройство улиц, набережных, парков, скверов, придомовых территорий, дополнительное озеленение городских пространств. Главным отличием программы «Мой район» от программы «Моя улица» заявлен «комплексный подход» и акцент на удалённые от центра территории («Москва — город без окраин»), для чего значительное внимание отводится улучшению транспортной доступности столичных районов и повышению уровня их безопасности. Заявляется, что в процессе реализации программы районы сохранят знаковые места и присущие им уникальные черты.
Особенно актуальной концепция района с развитой инфраструктурой в 15-минутной пешей доступности стала в 2020 году. В период, когда из-за ковидных ограничений люди были вынуждены проводить все время в своих районах. По мнению руководителя Московского центра урбанистики Сергея Капкова, вследствие пандемии в Москве значительно вырос запрос на благоустройство дворовых территорий, прилегающих к жилым домам". А сами дворы «перестали нести „сквозную“ функцию и стали местом, где можно проводить время».
В 2020 рамках программы «Мой район» впервые на территории Москвы в практике благоустройства был применен метод соучаствующего проектирования — изменения общественных пространств (дворов, парков, скверов и т. п.) в тесном взаимодействии с заинтересованными пользователями, то есть местными жителями. В 2021 объявлено о продолжении проекта.

## Реализация программы
В конце 2018 года на сайт sobyanin.ru начали поступать «наказы» от жителей города, включая благоустройство дворов, ремонт поликлиник, перенос остановок общественного транспорта, изменение маршрутов общественного транспорта, обустройство площадок для выгула собак и др. К концу марта 2019 года было реализовано около 300 «наказов»", преимущественно за пределами ЦАО.
Со старта теплого сезона и до ноября 2019 года программа охватила порядка 200 общественных пространств, около 2500 дворов во всех округах Москвы; было обновлено около 60 улиц и бульваров. В том числе было отремонтировано и отреставрировано 216 объектов культуры, включая театры, музеи, культурные центры, библиотеки, художественные и музыкальные школы. Одним из первых проектов программы «Мой район» в 2019 году стало комплексное благоустройство района Капотня, расположенного в Юго-Восточном административном округе. Работы охватили район целиком, среди прочего был открыт новый парк на набережной Москвы-реки. Также было создано несколько парков в периферийных районах на месте бывших пустырей (парк «Пальмира» в Куркине, Парк Света в Бибиреве, спортивный парк «Десёновское» в одноимённом поселении и др). Также был обновлён расположенный в Зеленограде Парк 40-летия Победы и прилегающий к нему Дендропарк.
План работ на 2020 год определялся на платформе «Активный гражданин». В период с 8 октября по 12 ноября 2019 года участие в голосовании приняли 200 тысяч человек, в большинстве отдав приоритет благоустройству парков и районных скверов, а также созданию межрайонных доминант. По итогу власти объявили о работах на территории 180 парковых и озеленённых объектов. Однако в связи с пандемией коронавируса с 11 апреля 2020 года работы были временно приостановлены, а после проводились с существенными ограничениями. Знаковым проектом программы «Мой район» в 2020 году стала реставрация исторического здания Северного речного вокзала и создание на прилегающей к нему территории парка. Также в 2020 году был запущен пилотный проект благоустройства московских дворов методом соучаствующего проектирования. Были отобраны пять дворов в периферийных районах Москвы — Лосиноостровском, Рязанском, Марьине, Бибиреве и Кузьминках. Реализация проектов и строительные работы запланированы на 2021 год.
Реализуемые в рамках «Моего района» проекты освещаются в официальных аккаунтах мэра Москвы, в разделе «Мой район» на официальном портале mos.ru, на сайте проекта «Московские сезоны» и на медиа-платформе #Москвастобой. Также информация доступна в бесплатных аудиогидах с тематическими пешеходными маршрутами по столичным районам под общим названием «Я шагаю по району» на онлайн-платформе izi.TRAVEL.

## Критика
Согласно расследованию команды Алексея Навального, выпущенному в марте 2023 года, мэрия Москвы через программу «Мой район» тратит деньги на пиар мэра Сергея Собянина и оплату роликов пропагандистов и журналистов, которые являются его активными публичными сторонниками. Среди фигурантов — Тигран Кеосаян и Маргарита Симоньян (440 млн рублей за рекламу в интернет-программах RT «Роскомнадзор Free», «Снято» и «Ч.Т.Д.»), Алексей Венедиктов (как минимум 680,5 млн рублей за выпуск 120 выпусков приложения «Мой район» к журналу «Дилетант»), Арам Габрелянов (300 млн рублей за рекламу посадки кустов, парков и других городских пространств), Ксения Собчак (20 млн рублей на «исследование рынка моды»), телеканал RTVI. Также за 3 года 5,5 млрд рублей ушли на соцопросы по «актуальным темам» (об организации площадок для выгула собак, о наиболее востребованных профессиях настоящего и будущего), организациями которых занимались политтехнологи, работавшие на близких к Сергею Собянину кандидатов. На 3 августа 2023 АНО «Мой Район» пребывала в процессе ликвидации.